# Coelichneumon dubius
Coelichneumon dubius là một loài tò vò trong họ Ichneumonidae.